# Just the Way You Are
Just the Way You Are är en hitsingel av den amerikanska sångaren och låtskrivaren Bruno Mars. Låten är huvudspår på hans debutalbum Doo-Wops & Hooligans.
Låten släpptes 20 juli 2010 och nådde toppen på listan Billboard Hot 100 i USA. Just the Way You Are gick från plats sju till ett på Canadian Hot 100 9 oktober 2010 och tre dagar senare blev låten sångarens tredje etta på Dutch Top 40. Den har också varit framgångsrik på många andra listor världen över.
Musikvideon regisserades av Ethan Lader. Skådespelerskan Nathalie Kelley medverkar. Rapparen Lupe Fiasco medverkar på en officiell remix av låten, som är inkluderad på en utökad specialversion av Doo-Wops & Hooligans (deluxe).
Bruno Mars inspirerades av Joe Cockers sång You Are So Beautiful och Eric Claptons låt Wonderful Tonight för att de "går rakt på sak" och "kommer direkt från hjärtat."
De första kritikerreaktionerna varierade: Digital Spy jämförde Just the Way You Are med Empire State of Mind av Jay-Z (med Alicia Keys) och skrev: en "liknande om inte obestridlig ögonblicklig klassisk känsla". Contactmusic.com skrev att singeln inte utmärker Bruno Mars från alla andra R&B-artister på hitlistorna: "Sången bygger aldrig upp till ett klimax och faller helt enkelt platt och framstår som ganska banal och usel.